# Słobódka (rejon oszmiański)
Słobódka − dawniej okolica szlachecka, obecnie część wsi Łaby na Białorusi, w obwodzie grodzieńskim, w rejonie oszmiańskim, sielsowiecie Graużyszki.

## Historia
W czasach zaborów okolica w gminie Graużyszki, w powiecie oszmiańskim, w guberni wileńskiej Imperium Rosyjskiego. W 1905 roku liczyła 69 mieszkańców.
W latach 1921–1945 okolica leżała w Polsce, w województwie wileńskim, w powiecie oszmiańskim, w gminie Graużyszki.
W 1931 w 15 domach zamieszkiwało 75 osób.
Wierni należeli do parafii rzymskokatolickiej w Graużyszkach. Miejscowość podlegała pod Sąd Grodzki w Holszanach i Okręgowy w Wilnie; właściwy urząd pocztowy mieścił się w Graużyszkach.